# 164 f.Kr.
| 164 f.Kr.          |
| ------------------ |
| Dødsfald - Fødsler |
|                    |

## Begivenheder
- Rhodos allierer sig med Rom

## Født
- Kleopatra Thea, dronning over Seleukiderriget

## Dødsfald
- Antiochos 4. af Seleukideriget konge over Seleukiderne